# Точность (информатика)
Точность (англ. Precision) в информатике — мера детализации, обычно измеряется в битах, но иногда в десятичных цифрах. Это связано со значимыми цифрами в математике, что являет собой количество цифр, которые используются для значения числового выражения.
Некоторые из стандартных форматов точности:
- Число половинной точности
- Число одинарной точности
- Число двойной точности
- Число четверной точности
- Число восьмеричной точности

Из них формат с восьмеричной точностью пока используется редко. Форматы одинарной и двойной точности наиболее широко используются и поддерживаются практически на всех платформах. Использование формата половинной точности расширяется, особенно в области машинного обучения, поскольку многие алгоритмы машинного обучения устойчивы к ошибкам.